# Фермские пруды
Фе́рмские пруды́ — три пруда (Верхний, Средний и Нижний) в Москве. Пруды с середины XVIII века относятся к усадьбе Петровско-Разумовское, расположены на севере Москвы в долине реки Жабенки на территории Тимирязевской академии. Пруды получили название от сельскохозяйственной фермы, основанной Петром I поблизости по голландскому образцу.
Через все три пруда протекает Фермский ручей — правый приток Жабенки. Длина 1,5 километра, заключён в коллектор.
Берега прудов отделаны плитами из железобетона. Питание прудов — из грунтовых и поверхностных вод, а также из водопровода. Суммарная площадь обоих прудов 2,9 га, средняя глубина 2 метра.
Верхний пруд используется как опытный пруд кафедр птицеводства и рыбоводства МСХА; в центре пруда — островок с помещениями для птиц.
В 2007 году началась реконструкция прудов.
- Средний Фермский пруд, 2014 год
- Опытное поле МСХА, прилегающее к прудам с севера, 2014 год